# Robert Burton
Robert Burton (ur. 8 lutego 1577, zm. 25 stycznia 1640 w Oksfordzie) – angielski humanista, autor erudycyjnego traktatu The Anatomy of Melancholy (1621), w którym wywody medyczno-psychologiczne na temat rodzajów depresji ilustrowane są bogatym materiałem dygresyjno-anegdotycznym.